# Храм Сергия Радонежского (Фергана)
Храм Преподо́бного Се́ргия Ра́донежского — православный храм в Фергане. Относится к Ташкентской и Узбекистанской епархии Русской православной церкви.

## История
В 1952 году русской православной общине Ферганы, лишившейся в 1930-х годов таких храмов, как храм Святого Александра Невского и храм Святого Николая Чудотворца, было передано здание, до этого находившееся в ведение лютеран. После ремонта и перепланировки, в 1952 году храм был освящён во имя святого преподобного Сергия Радонежского.
Его трёхъярусный иконостас — копия иконостаса Троицкого собора Троице-Сергиевой лавры, созданная в 1952—1954 годах московской художницей-иконописцем Марией Соколовой.

## Настоятели
- архимандрит Борис (Холчев)
- протоиерей Владислав Чеченов
- протоиерей Игорь Ходырев (действующий)

## Галерея

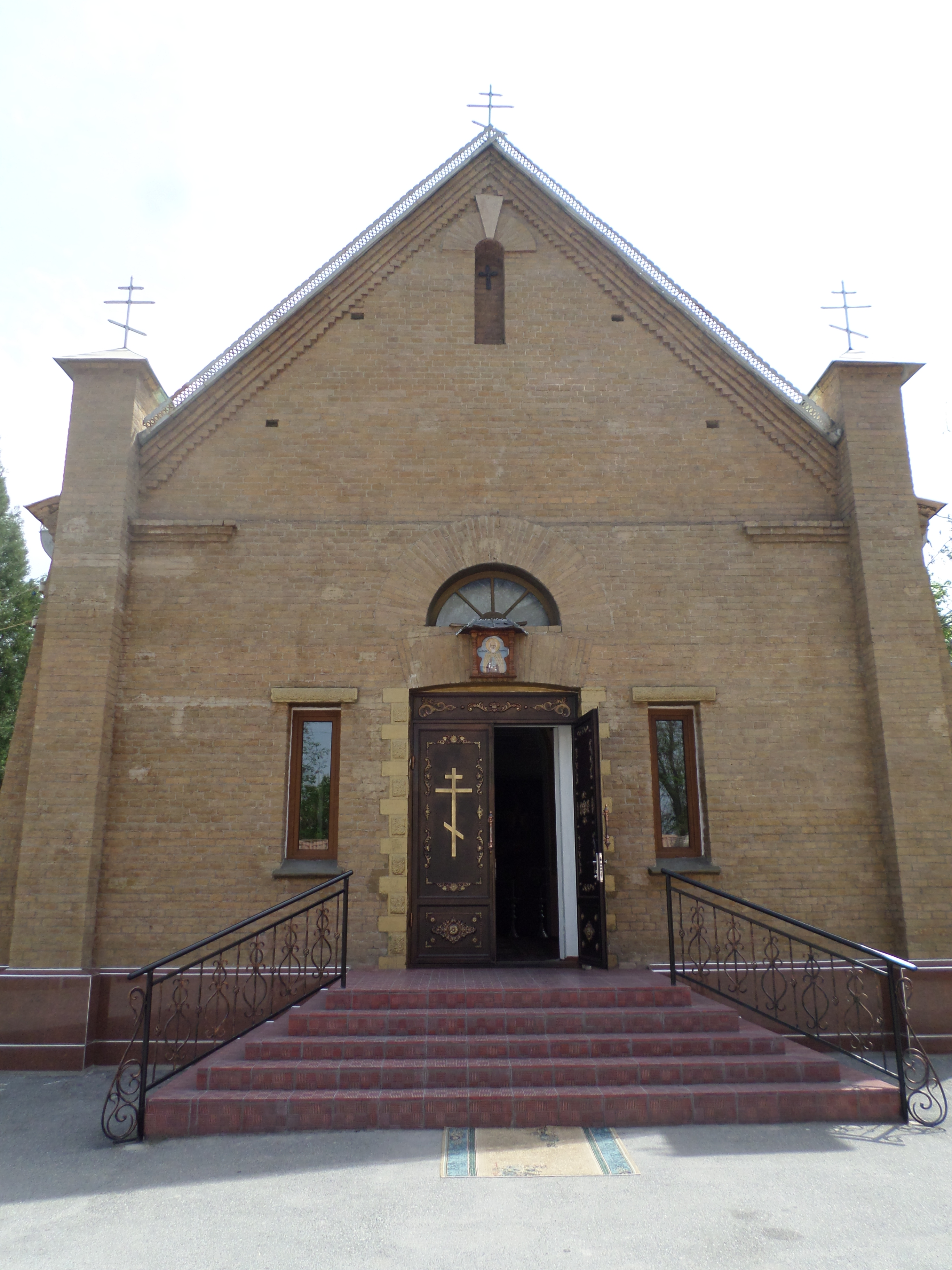
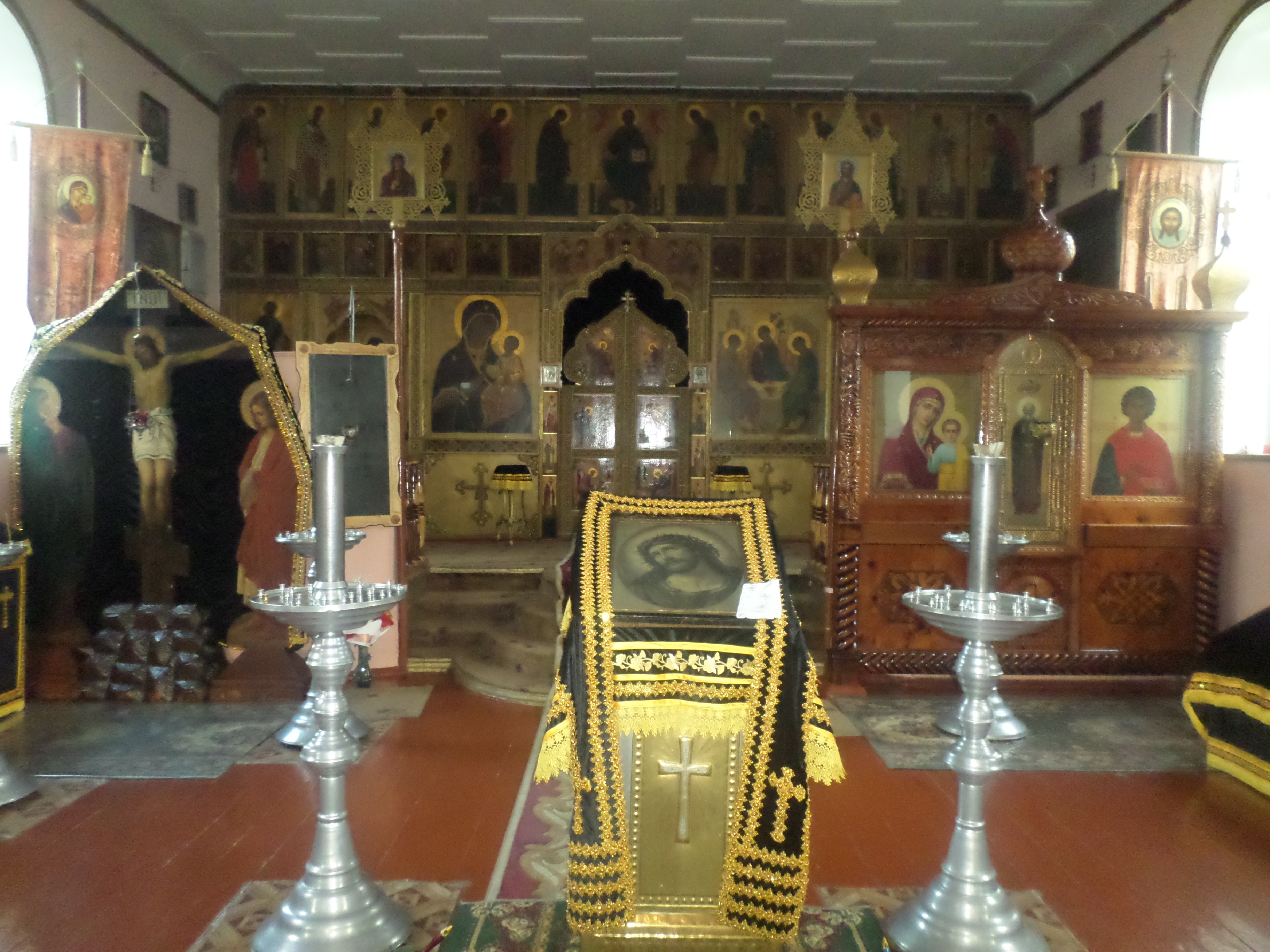
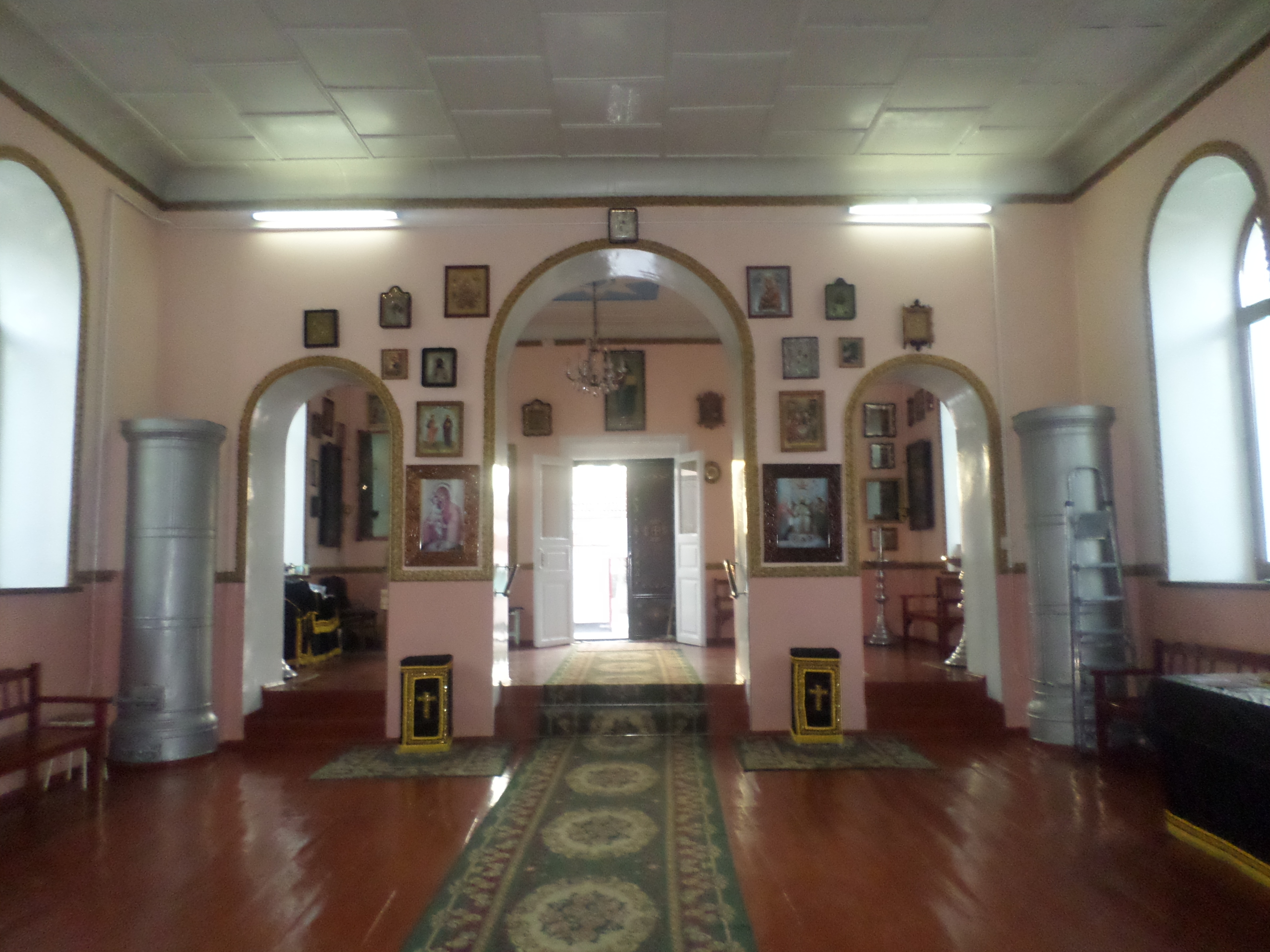